# Grupa generała Henryka Minkiewicza
Grupa generała Henryka Minkiewicza – związek taktyczny Wojska Polskiego z okresu polsko-bolszewickiej.

## Struktura organizacyjna
Skład w czerwcu 1919:
- dowództwo grupy
- I/1 pułku strzelców podhalańskich
- I/2 pułku strzelców podhalańskich
- II/2 pułku strzelców podhalańskich
- I/15 pułku piechoty
- I/23 pułku piechoty
- II/23 pułku piechoty
- III/25 pułku piechoty
- III/26 pułku piechoty
- II/27 pułku piechoty
- 2/17 pułku piechoty
- 4/17 pułku piechoty
- kompania 6 pułku piechoty Legionów
- 1/4 pułku artylerii polowej
- 2/4 pułku artylerii polowej
- 1/1 pułku artylerii górskiej
- 2/8 pułku artylerii polowej
- bateria kpt. Golikowa

Łącznie Grupa operacyjna „Bug” liczyła 9 batalionów i 3 kompanie wydzielone z dziewięciu pułków piechoty oraz pięć baterii z trzech pułki artylerii.